# Ġaūr aṣ-Ṣafi
Ġaūr aṣ-Ṣāfī (en árabe, غور الصافي es una ciudad en la gobernación de Karak, en Jordania. Tiene una población de 27.304 habitantes (censo de 2015). Se encuentra a 110 km al sur de Amán.